# Västerloken
Västerloken är en sjö i Ånge kommun i Medelpad och ingår i Ljungans huvudavrinningsområde. Sjön har en area på 0,0418 kvadratkilometer och ligger 385,1 meter över havet.

## Delavrinningsområde
Västerloken ingår i det delavrinningsområde (692509-149405) som SMHI kallar för Mynnar i Råsjöån. Medelhöjden är 377 meter över havet och ytan är 27,33 kvadratkilometer. Det finns inga avrinningsområden uppströms utan avrinningsområdet är högsta punkten. Göransbäcken som avvattnar avrinningsområdet har biflödesordning 3, vilket innebär att vattnet flödar genom totalt 3 vattendrag innan det når havet efter 124 kilometer. Avrinningsområdet består mestadels av skog (90 procent). Avrinningsområdet har 0,1 kvadratkilometer vattenytor vilket ger det en sjöprocent på 0,3 procent.